# El nacimiento de la lira

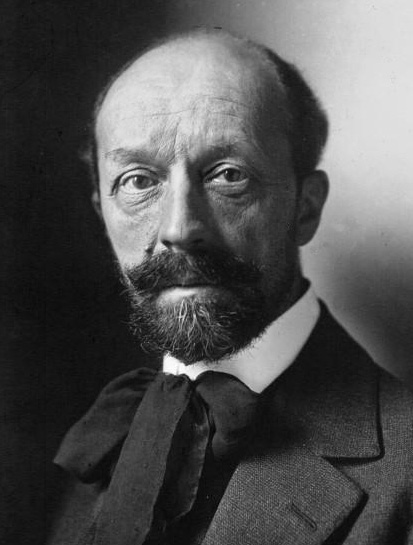
El compositor francés Albert Roussel (1869-1937).

El nacimiento de la lira (título original en francés, La Naissance de la lyre) es una ópera (denominada conte lyrique) en un acto con música de Albert Roussel y libreto en francés de Théodore Reinach, basado en el drama satírico Los rastreadores de Sófocles. Se estrenó en la Ópera de París el 1 de julio de 1925 con coreografía de Bronislava Nijinska.

## Personajes
| Personaje                      | Tesitura | Reparto del estreno Director: Philippe Gaubert |
| ------------------------------ | -------- | ---------------------------------------------- |
| Kylléné                        | soprano  | Jeanne Delvair                                 |
| Petite Hermès (Pequeño Hermes) | soprano  | Marcelle Denya                                 |
| Apollon (Apolo)                | tenor    | Edmond Rambaud                                 |
| Silène (Sileno)                | tenor    | Henri Fabert                                   |
| Primer coreuta                 | tenor    | Georges Regis                                  |
| Segundo coreuta                | bajo     | Léon Ernst                                     |

## Argumento
En recién nacido dios Hermes roba el ganado de su hermano Apolo. Los sátiros, liderados por Sileno, lo persiguen y encuentran que Hermes ha hecho un nuevo instrumento musical, la lira, a partir de los cuernos de uno de los animales. Apolo se queda tan encantado con la lira que la adopta como propia y perdona a su joven hermano.